# Paul Thornley (Schauspieler)

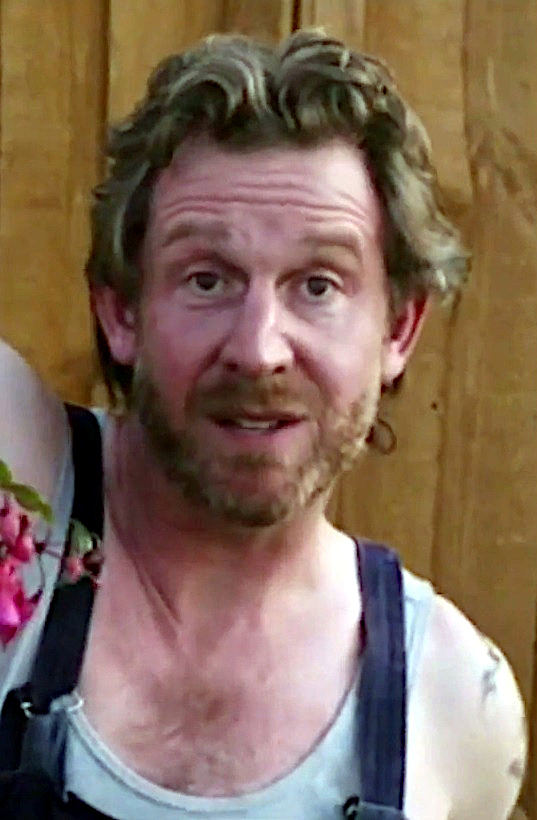
Paul Thornley

Paul Thornley (* 20. Jahrhundert) ist ein britischer Schauspieler.

## Leben
Paul Thornley besuchte die Guildford School of Acting. Ab 2003 hatte er erste Auftritte in Fernsehfilmen und Serien. 2012 spielte er in einer kleinen Rolle als „Constable“ bei Les Misérables mit.
Danach war er auf der Bühne in Produktionen von A Chorus of Disapproval im Harold Pinter Theatre, Die drei Musketiere im Rose Theatre, Kingston und It’s a Wonderful Life im Wolsey Theatre zu sehen. Er spielte außerdem den Dodge in der Originalbesetzung der London Road im Royal National Theatre, eine Rolle, die er später im gleichnamigen Film erneut verkörperte. Auch gab Thornley seine Stimme einem Charakter namens Olgierd Von Everec im 2015 veröffentlichten Videospiel The Witcher 3: Wild Hunt.
2016 spielte er Ron Weasley in der Londoner Originalbesetzung von Harry Potter und das verfluchte Kind am Palace Theatre in London im West End. Er wurde als bester Nebendarsteller in einem Stück bei den Whatsonstage.com Awards 2017 nominiert. Thornley spielte seine Rolle des Ron Weasley erneut am Broadway im Lyric Theatre im Jahr 2018.
2018 sprach er in Xenoblade Chronicles 2: Torna the Golden Country einen Protagonisten namens Addam Origo.

## Privatleben
Paul Thornley ist mit der Schauspielerin Chloe Howman, der Tochter des Schauspielers Karl Howman, verheiratet. Sie haben seit 2007 eine gemeinsame Tochter. Außerdem ist er Stiefvater von Howmans Tochter aus erster Ehe.

## Filmografie (Auswahl)
- 2003, 2004: Inspector Barnaby (Midsomer Murders, Fernsehserie, 2 Folgen)
- 2005, 2008: The Bill (Fernsehserie, 3 Folgen)
- 2006, 2013: Doctors (Fernsehserie, 2 Folgen)
- 2007: Recovery
- 2008: Ashes to Ashes – Zurück in die 80er (Ashes to Ashes, Fernsehserie, 1 Folge)
- 2010: Agatha Christie’s Poirot – Die Halloween-Party (Fernsehserie, Folge Hallowe'en Party)
- 2011: Silk – Roben aus Seide (Silk, Fernsehserie, 1 Folge)
- 2012: Les Misérables
- 2015: Doc Martin (Fernsehserie, 1 Folge)
- 2015: Es ist kompliziert..! (Nab Up)
- 2016: Der Spion und sein Bruder (Grimsby)
- 2016: Father Brown (Fernsehserie, 1 Folge)
- 2016: The Crown (Fernsehserie, 2 Folgen)
- 2018: Shakespeare & Hathaway – Private Investigators (Fernsehserie, 1 Folge)
- 2018: Vor uns das Meer (The Mercy)
- 2019: Treadstone (Fernsehserie, 3 Folgen)
- 2023: Die unwahrscheinliche Pilgerreise des Harold Fry (The Unlikely Pilgrimage of Harold Fry)
- 2023: Lockwood & Co. (Fernsehserie, 1 Folge)